# Ваше здоровье (мультфильм)
«Ваше здоровье!» — сатирический советский мультипликационный фильм Ивана Аксенчука, снятый на студии «Союзмультфильм» в 1965 году и повествующий о том, как вредные привычки влияют на здоровье человека.

## Сюжет
Родился в одной семье Мальчик, очень красивый и здоровый.С самого раннего возраста родители приучали сына полезным привычкам: летом они купались вместе в речке и гуляли на свежем воздухе, а зимой катались на лыжах. Прошло несколько лет. Теперь их сын не Мальчик, а Парень. 
В день совершеннолетия родители вывели Парня в большой мир и благословили его самому искать свой путь в жизни (в фильме он показан в виде длинной дороги с верстовыми столбами-годами). А чтобы легче было идти, дали ему хорошего помощника — крепкое Здоровье: оно всегда защитит своего носителя, если тот будет о нём заботиться.
И Парень пошёл по дороге жизни, совершая трудовые подвиги, и всегда Здоровье выручало его: и когда он спас из полыньи девушку, и во время получения высшего образования без отрыва от производства. Получив диплом инженера и став мастером, Парень продолжал оберегать друга, занимаясь спортом и выигрывая различные соревнования.
Однако не долго радовался Парень. Однажды, выиграв очередное соревнование, к нему подошли три пьяницы, которые предложили ему выпить за рекорды. Сначала Парень сопротивлялся, но постепенно увлёкся, понадеявшись на своё «железное Здоровье, которому ничего не сделается».Теперь главный герой увлекается слишком жирной пищей, алкоголем и табаком.  Крайне истощённое Здоровье потащило своего хозяина к врачу, где Парню прописали санаторий. Но даже в санатории Парень не желал соблюдать режим, а потом ещё и занялся самолечением, но ничего не помогало. И в итоге Здоровье рассыпалось и исчезло.Поняв, что теперь его Здоровье пропало, Парень совсем отчаялся. Парню уже 40 лет. Он уже думает, что пора помирать, ведь теперь ему не вернуть Здоровье...
Мультфильм заканчивается уже постаревшим Парнем, который сметает бутылки с водкой и папиросы. Скорее всего, Парень бросил вредные привычки и вернул Здоровье.

## Создатели
- Сценарий — Евгений Агранович
- Режиссёр — Иван Аксенчук
- Художник-постановщик — Натан Лернер
- Композитор — Александр Локшин
- Оператор — Борис Котов
- Звукооператор — Георгий Мартынюк
- Ассистенты режиссёра — Б. Петин, Елена Шилова
- Монтажёр — Любовь Георгиева
- Художники: Татьяна Таранович, Ольга Орлова, Анатолий Петров, Леонид Каюков, Виталий Бобров, Елизавета Комова, Эльвира Маслова, Иван Давыдов, Александр Давыдов, Владимир Зарубин, Дмитрий Анпилов
- Роли озвучивали:

Анатолий Папанов — Парень / Здоровье
Елена Понсова — Мама
Александр Граве — Папа
Георгий Вицин — товарищ-собутыльник / Хвороба
Клара Румянова — девушка-трактористка / девочка

- Редактор — Пётр Фролов
- Директор картины — Г. Кругликов

## Награды
- 1966 — Почётный диплом XXII МФ спортивных фильмов, Кортина-д'Ампеццо, Италия

## Отзыв критика
В творчестве Аксенчука можно выделить три жанровых «струи»… Второе направление — сатира. Жанр, важнейший для мультипликации 1960-х годов. Аксенчук пробовал этот материал ещё в 1950-е. «На лесной эстраде», «13 рейс», «Ваше здоровье», «Рай в шалаше», «Жили-были дед и баба»… Во многих сказочных или плакатных картинах Аксенчука присутствует сатирический элемент (вспомните хотя бы пролог к «Русалочке»). И, конечно, в этом же списке — сюжеты для киножурнала «Фитиль».
— Георгий Бородин. «К 90-летию Ивана Аксенчука»